# Hilde Siemer
Hilde Siemer (später Hilde Terstegge, * 25. März 1924 in Elberfeld; † 23. Februar 2020 in Münster) war eine deutsche Kugelstoßerin.
Hilde Siemer wuchs in Oldenburg auf und startete für den heimischen Oldenburger Turnerbund. 1940 wurde sie in Breslau Deutsche U16-Meisterin im Kugelstoßen. Bei den Deutschen Meisterschaften 1946, 1947 und 1949 wurde sie jeweils Dritte. Im August 1950 wurde sie in Stuttgart hinter Dorothea Kreß Deutsche Vizemeisterin. Mit 12,87 m stellte sie im Oktober 1950 die Deutsche Jahresbestleistung im Kugelstoßen der Frauen auf. In den 1950er Jahren spielte Hilde Siemer auch Feldhandball.
Seit 1954 lebte Hilde Terstegge in Münster. Sie hatte fünf Kinder, ihre Tochter Sigrid ist ehemalige Volleyball-Nationalspielerin. Ihre Nichte Margret Suckale ist ehemalige Managerin.